# Cédric Schille
Cédric Schille est un footballeur français né le 8 novembre 1975 à Metz. Il occupe le poste de gardien de but. Il est surtout connu pour avoir été le gardien de l'équipe de Calais durant l'épopée de la Coupe de France de football 1999-2000 qui permit au club, évoluant en CFA, de se qualifier pour la finale de cette même coupe. Il joue dans le club de Calais durant 13 ans avant de prendre sa retraite sportive. Depuis, titulaire du BEES 1er degré, il entraîne les gardiens de but de l'école de foot à la formation pendant 2 ans au club de Boulogne-sur-Mer. Depuis septembre 2013, il a créé une association "EPG" pour apprendre les gestes du gardien de but aux jeunes garçons et filles des clubs du Calaisis.

## Biographie

### Débuts
Cédric Schille naît à Metz et commence à jouer au football avec le club de Pange. L'année suivante, il rejoint les rangs de la Renaissance Sportive de Magny où il évoluera jusqu'en sénior, glanant au passage les titres de vainqueur de la coupe de Moselle cadet, de champion de Lorraine junior et de vainqueur de la Coupe de Lorraine junior. En 1994, il est recruté par le centre de formation du FC Metz. Il y joue avec l'équipe réserve en CN2. En 1996, après une saison encombrée par quelques blessures, il rebondit au CS Blénod, connu pour son court passé dans l'élite du football français. 

### Aventure avec Calais
En 1997, Cédric joue comme gardien remplaçant au club du SAS Épinal, n'y faisant que deux matchs. En 1998, il quitte Epinal pour Calais, évoluant une division en dessous de son ancien club, en CFA. 

#### L'épopée calaisienne
Un an après son arrivée, Cédric Schille vit un des plus grands moments de l'histoire du club de Calais, celle de la Coupe de France lors de l'édition 1999-2000. Calais réussit à se glisser en trente-deuxième de finale et sort le LOSC après une séance de tirs au but où Schille sortit vainqueur. Calais élimine ensuite le Langon-Castet FC (club de Division Honneur) sur un score de 3-0 avant de recréer un exploit contre l'AS Cannes encore une fois aux tirs au but avec un Schille en grande forme. Calais continue son parcours avec une victoire en quart contre le Racing Club de Strasbourg et enfin en éliminant les Girondins de Bordeaux en demi-finale dans l'enceinte du Stade Félix-Bollaert. C'est la première fois qu'un club jouant en CFA atteint ce niveau de la compétition.
La finale est très serrée entre Calais et le FC Nantes. Elle est surtout marquée par le pénalty accordé dans les arrêts de jeu par l'arbitre Claude Colombo sur une faute litigieuse commise sur Alain Caveglia. Antoine Sibierski mettra un terme aux espoirs des amateurs en transformant le pénalty. Schille déclarera dix ans après les faits qu'il était en colère d'avoir perdu sur un pénalty imaginaire.
Peu de temps après cette belle aventure, le Racing Club de Strasbourg, défait en quart de finale par les calaisiens, contacte Schille sur les conseils de Michel Ettorre, alors entraineur des gardiens du RCS, qui l'avait connu au centre de formation du FC Metz. Le club lui propose un poste de doublure de José Luis Chilavert mais il refuse, donnant pour raison la garantie d'avoir un travail à Calais,.
Un an après, Calais monte en National mais y fait une saison 2001/2002 au goût de calvaire avec seulement deux victoires en trente-huit matchs. Calais est relégué de deux divisions pour cause de problèmes financiers et se retrouve en CFA 2, mais le club remonte en CFA dès la saison terminée et attend la saison 2006-2007 pour se hisser en National.

#### Moins de chance mais toujours la même magie
En 2005/2006, le club de Calais fait revivre l'expédition de 99/2000 en éliminant l'ESTAC et Brest, se retrouvant "petit poucet" et quart de finaliste. Mais, l'histoire ne sera pas aussi belle qu'en 2000 car Schille et ses coéquipiers sont éliminés une nouvelle fois par le FC Nantes dans un match serré qui se termine par une défaite 1-0.

#### Retour dans l'anonymat
En 2007/08, Schille se blesse et est remplacé par Thomas Chatalen durant sept matchs avant que le vétéran reprenne les cages du CRUFC. Lors de cette saison, il prend deux cartons jaunes un contre le Stade lavallois et un contre le Rodez AF. En 2008/09, il joue trente-six matchs, en ratant deux, laissant une nouvelle fois sa place à Chatalen. À la fin de cette saison, le club est relégué en CFA 2 une nouvelle fois pour problèmes financiers. 
Le nouveau stade de Calais baptisé Stade de l'Épopée voit le jour et Calais profite d'un stade flambant neuf. Mais alors que l'équipe est championne de CFA 2 en 2009/2010 et 2010/2011, elle est reléguée encore une fois pour problèmes financiers et par la suite a lieu une liquidation du club par le tribunal de Boulogne-sur-mer.

## En dehors du football
Alors qu'il n'était qu'emploi jeune au club lors de la saison 1999-2000, Cédric Schille a été engagé à la chambre de commerce de Calais à la suite de l'épopée du CRUFC.

## Palmarès
- Finaliste de la Coupe de France en 2000 et 1/4 de finaliste en 2006 avec le Calais RUFC
- Championnat de France de football amateur (cfa) : 2007
- Championnat de France amateur 2  : 2003 - 2010 et 2011